# Combat de Pont-Sal (28 juin 1795)
Pour les articles homonymes, voir Combat de Pont-Sal.
Chouannerie
Batailles
Le deuxième combat de Pont-Sal se déroule le 28 juin 1795, au cours de l'expédition de Quiberon, pendant la Chouannerie. Il s'achève par la victoire des républicains qui reprennent aux chouans le château de Pont-Sal, à Plougoumelen.

## Déroulement
Le 28 juin 1795, au lendemain du débarquement des émigrés à Carnac, le général en chef Lazare Hoche sort de Vannes et effectue une première reconnaissance des lignes royalistes, avec 400 fantassins et 30 cavaliers,. Il se porte en direction d'Auray et surprend une troupe de 500 chouans en train de faire l'exercice au château de Pont-Sal, dans la commune Plougoumelen,. Attaqués la baïonnette, les chouans prennent la fuite en direction d'Auray et franchissant la rivière « dans l'eau et la boue » selon Hoche,. 
Selon les administrateurs du département du Morbihan, les chouans laissent plusieurs morts « sur la place et dans les chemins », tandis que les républicains n'ont que six blessés,. Les chouans laissent quant à eux 30 à 40 morts. 
Fort de ce premier succès, Hoche regagne ensuite Vannes avec sa troupe. Le même jour, la ville d'Auray est occupée par les chouans de Bois-Berthelot.